# Großes steht bevor
Großes steht bevor (chinesisch 大時代 / 大時代, Pinyin Dà shídài) ist eine Science-Fiction-Novelle des chinesischen Schriftstellers Baoshu, zuerst veröffentlicht im März 2015. Eine deutsche Übersetzung von Johannes Fiederling erschien am 9. März 2020 in der Anthologie Zerbrochene Sterne, herausgegeben vom Heyne Verlag.

## Handlung
In der alternativen Welt der Novelle läuft die gesamte Geschichte rückwärts, beginnend mit seltsamen Leuchterscheinungen am Himmel während des in die Geschichte eingehenden Tages des Endes der Welt (21. Dezember 2012). An diesem Tag wird Xie Baoshu in Beijing geboren und erzählt fortan sein Leben. Seine frühsten Erinnerungen sind an Fernsehübertragungen der Olympischen Sommerspiele in Beijing (2008). Während seiner Kindheit kommt es zudem zu einer Weltfinanzkrise (2007–2008) und zu einer SARS-Pandemie (2002–2003). Zudem wird Saddam Hussein durch die „Republikanergarde“ befreit und verjagt die Vereinigten Staaten aus dem Irak (2003). In den darauffolgenden Jahren kommt es zu weiteren Konflikten, in welcher in einer gewalttätigen Eskalation „mit Passagierflugzeugen [....] zwei Hochhäuser [....] zum Einsturz“ gebracht werden (11. September 2001). Daraufhin ziehen sich sämtliche Truppen der Vereinigten Staaten zurück und es heißt, deren Vormachtstellung in der Welt wäre nun an ein Ende gekommen. Xie Baoshu bekommt dies als Kind alles nur am Rande mit und kann die Folgen der sich schnell ändernden Welt noch nicht komplett verstehen. Stattdessen verliebt er sich in der Schule in Zhao Qi, von ihm „Qiqi“ genannt. Da sie einen Monat jünger ist, nennt sie ihn umgekehrt „großen Bruder“ (Bao-Gege) und beide werden unzertrennlich bis die Familie von Qiqi nach Shanghai zieht. Baoshu freundet sich daraufhin mit einem Jungen mit Spitznamen „Blackie“ an. Viele Jahre später kommt Qiqi, deren Eltern kurz vor der Scheidung stehen, erneut zu Besuch nach Beijing. Zwar nennt sie Baoshu nicht mehr Bao-Gege oder erinnert sich viel an alte Zeiten, aber ihre innige Zuneigung ist geblieben und da Computer langsam aus der Mode kommen, beginnen beide eine Brieffreundschaft. Baoshu wird von seinen Klassenkameraden inzwischen aufgezogen in seine Mitschülerin Shen Qian verliebt zu sein. Nach Abschluss der Schule plant Baoshu zunächst genau wie Qiqi für das Studium nach Nanjing zu gehen, landet letztendlich jedoch wie Shen Qian an der Beida, der Beijing-Universität. Blackie geht stattdessen auf eine Hochschule und wird später Verkäufer. Beide Freunde sind sich einig, in eine strahlende Zukunft zu blicken. Nach einem Brief von Qiqi mit der selbstverständlichen Erwähnung eines neuen Freundes reist Baoshu zu ihr nach Nanjing und beide werden ein Paar. Ihre gemeinsamen Pläne werden jedoch von mehreren politischen Veränderungen durchkreuzt: Michail Gorbatschow vereinigt als Reaktion auf zahlreiche wirtschaftliche Zusammenbrüche in mehreren Ländern in Europa und Asien genau diese in der Sowjetunion (1991). Jiang Zemin wird abgesetzt und Deng Xiaoping übernimmt sein Amt als Überragender Führer (9. November 1989). Überall in China kommt es zu Protesten, unter anderem auf dem Tian’anmen-Platz, und sogar der Rückkehr von Liu Xiaobo, dem Verfasser einer dieser zugrundeliegenden Charta (2008), von einem Auslandsaufenthalt (1989). Shen Qian wird zu einer glühenden Anhängerin. Baoshu und Qiqi werden getrennt als Beijing unter Kriegsrecht gestellt und letztendlich Panzer über Menschen rollen (4. Juni 1989). Shen Qian erzählt ihm, dass beide unter Beschuss gerieten und Qiqi plötzlich auf dem Boden lag. Am nächsten Tag stellt sich Baoshu, dem inzwischen alles gleichgültig ist, vor eine Panzerkolonne mit der festen Erwartung, entweder überrollt, festgenommen oder zum Tode verurteilt zu werden (5. Juni 1989). Stattdessen schleifen ihn Polizisten von der Straße. Baoshu trifft Shen Qian, die später eine Affäre mit Liu Xiaobo begann, viele Jahre später wieder in Guangzhou und letztendlich kommen beide zusammen. Kurz darauf kommt ihr gemeinsamer Sohn zur Welt, genannt Xiaobao für kleiner Schatz. Nach mehreren gescheiterten Versuchen kehrt Baoshu in die akademische Welt zurück und veröffentlicht philosophische Fachaufsätze, unter anderem über Jean-Paul Sartre. Dadurch wird ihm ein Forschungsaufenthalt in den Vereinigten Staaten finanziert, jedoch nimmt der Kalte Krieg (1947–1989) deren Wirtschaft arg mit, etwa da die Spezialeffekte von Eine neue Hoffnung (1977) nicht mehr an die der vorherigen drei Episoden (1999–2005) heranreichen. Vollkommen unerwartet wird Baoshu von Qiqi besucht, die zwar angeschossen wurde aber überlebt hat. Daraufhin reicht Baoshu die Scheidung von Shen Qian ein, doch die Machtübernahme von Mao Zedong (1976) und der Beginn der Kulturrevolution (1966–1976) verhindern durch den Verdacht seiner Auslandskontakte ein erneutes Treffen mit Qiqi. Auch Shen Qian gilt wegen ihrer Affäre mit Liu Xiaobo als konterrevolutionär. Ihr Sohn Xiaobao nennt sich dagegen in Weidong für Hüter des Ostens um und tritt den Roten Garden bei. Blackies Sohn informiert Baoshu schließlich, dass er als Teil der Brigade des 14. April erschossen wurde. Shen Qian stirbt ein Jahr nach der Kulturrevolution an Leberkrebs. Baoshu trifft daraufhin Jean-Paul Sartre persönlich und sieht die Gelegenheit, endlich mit Qiqi zusammenzukommen. Jedoch droht ihm der Tod bei weiterem Aufenthalt in Beijing, während sich das Zentralkomitee der Kommunistischen Partei Chinas nach Xibaipo zurückzieht (1948–1949). Kurz darauf kommt Adolf Hitler in Europa durch einen Putsch an die Macht und tritt einen regelrechten Weltkrieg los (1939–1945). Sogar die Vereinigten Staaten und die Sowjetunion legen ihre Differenzen beiseite und schließen eine Allianz gegen die Achsenmächte. Baoshu und Blackie leben derweil zurückgezogen in den Bergen, als Anna Louise Strong eintrifft und berichtet, dass Qiqi in Luochuan verstorben ist. Tatsächlich war sie in China und hatte lange versucht, Baoshu zu finden. Dieser dreht am Ende seines eigenen Lebens nun die Zeit in seinem Kopf zurück, stellt sich vor wieder jünger zu werden und wie alle verlorenen Menschen wieder zu ihm zurückkehren.

## Kritik
Kai U. Jürgens von diezukunft.de schreibt, die Liebesgeschichte sei „etwas matt“, aber „schon wegen der Grundidee lohnt sich die Lektüre allemal“. Gunter Barnewald von phantastiknews.de schreibt, die Novelle ist die „mit Abstand stärkste Erzählung“ in Zerbrochene Sterne sowie „wirklich große Literatur“. In einer anderen Kritik (zu dessen Botschafter der Sterne) wird das Werk von ihm als „geniale Novelle“ bezeichnet. Heike Lindhold von teilzeithelden.de bezeichnet das Werk als „brillante Novelle“, welche sich bei „vielgestaltig und abwechslungsreich“ insbesondere „in dieser Hinsicht wirklich hervortut“.
Gary K. Wolfe schreibt im Locus Magazine, dass die Geschichte die längste und eindringlichste in Zerbrochene Sterne sei („the longest and most haunting story in the book“). Es gibt ein brillant umgesetztes Gefühl schwindender Erwartungen („brilliantly executed sense of diminishing expectations“), vergleichbar mit der ähnlichen Geschichte des Romans Time's Arrow von Martin Amis.
Alex Horman schreibt in At Boundary's Edge, dass Großes steht bevor alleine schon den Kauf von Zerbrochene Sterne wert macht („is worth the price of admission alone“). Es ist eine von ihm noch nicht gesehene Idee, welche vermutlich nicht erneut so gut ausgeführt werden wird („it’s built around an idea I’ve never seen done before, and doubt I’ll see as well executed again“). Es sei eine fantastische Idee und werde viel einfacher gelesen als jeder Versuch diese genauer zu beschreiben. („It’s a fantastic idea, and is also a much easier read than my garbled attempt at an explanation could ever be.“) Baoshu habe ein Talent dafür, Unmögliches perfekt verständlich zu machen, was Vorfreude auf Botschafter der Sterne mache. („Baoshu has a gift for making the impossible seem perfectly understandable, and it makes me more excited than ever for The Redemption of Time.“)